# Kharjyang
Kharjyang (en népalais : खर्ज्याङ) est un comité de développement villageois du Népal situé dans le district de Gulmi. Au recensement de 2011, il comptait 3 834 habitants.